# 豊かなる一日
『豊かなる一日 』（ゆたかなるいちにち）は、2004年3月24日に発売された吉田拓郎のライブ・アルバム。発売元はインペリアル・レコード（テイチクエンタテインメント）。サブタイトルは『TAKURO & his BIG GROUP with SEO』（たくろう&ヒズ・ビッグ・グループ・ウィズ・せお）。

## 解説
2003年12月2日に行われた、約30年ぶりとなるビッグバンドツアー『TAKURO & his BIG GROUP with SEO 〜豊かなる一日〜』の相模大野公演の模様を収録した2枚組のライブ・アルバム。
初回限定生産分のみ、CD未収録のライブ映像（映像提供:WOWOW）と前年発売シングル「純」のPVを収録したDVD付。

## 収録曲

### Disc-1
| 全編曲: 瀬尾一三。 |                                      |                    |              |       |
| #                  | タイトル                             | 作詞               | 作曲         | 時間  |
| 1.                 | 「今日までそして明日から」           | 吉田拓郎           | 吉田拓郎     | 4:17  |
| 2.                 | 「人間の「い」」                     | 吉田拓郎           | 吉田拓郎     | 5:06  |
| 3.                 | 「君去りし後」                       | 岡本おさみ         | 吉田拓郎     | 4:37  |
| 4.                 | 「花の店」                           | 岡本おさみ         | 吉田拓郎     | 4:18  |
| 5.                 | 「旧友再会フォーエバーヤング」       | 吉田拓郎           | 吉田拓郎     | 5:13  |
| 6.                 | 「朝陽がサン」                       | 吉田拓郎・福岡英典 | 吉田拓郎     | 4:27  |
| 7.                 | 「言葉」                             | 松本隆             | 吉田拓郎     | 5:42  |
| 8.                 | 「僕の人生の今は何章目ぐらいだろう」 | トータス松本       | トータス松本 | 6:26  |
| 9.                 | 「どうしてこんなに悲しいんだろう」   | 吉田拓郎           | 吉田拓郎     | 4:45  |
| 10.                | 「落陽」                             | 岡本おさみ         | 吉田拓郎     | 5:51  |
| 合計時間:          | 合計時間:                            | 合計時間:          | 合計時間:    | 50:42 |

### Disc-2
| 全編曲: 瀬尾一三。 |                                    |                |           |       |
| #                  | タイトル                           | 作詞           | 作曲      | 時間  |
| 1.                 | 「いつか夜の雨が」                 | 岡本おさみ     | 吉田拓郎  | 5:47  |
| 2.                 | 「いくつになってもhappy birthday」 | 吉田拓郎       | 吉田拓郎  | 3:58  |
| 3.                 | 「a day」                          | 吉田拓郎       | 吉田拓郎  | 4:44  |
| 4.                 | 「ホームラン・ブギ2003」           | サトウハチロー | 服部良一  | 3:57  |
| 5.                 | 「サマータイムブルースが聴こえる」 | 松本隆         | 吉田拓郎  | 6:01  |
| 6.                 | 「パラレル」                       | 安井かずみ     | 加藤和彦  | 6:13  |
| 7.                 | 「流星」                           | 吉田拓郎       | 吉田拓郎  | 4:57  |
| 8.                 | 「純情」                           | 阿久悠         | 加藤和彦  | 6:35  |
| 9.                 | 「人生を語らず」                   | 吉田拓郎       | 吉田拓郎  | 6:17  |
| 合計時間:          | 合計時間:                          | 合計時間:      | 合計時間: | 48:29 |

### DVD（初回限定生産分のみ）
| 全作曲: 吉田拓郎。 |                    |           |            |          |      |
| #                  | タイトル           | 作詞      | 作曲・編曲 | 編曲     | 時間 |
| 1.                 | 「君が好き」       | 吉田拓郎  | 吉田拓郎   | 瀬尾一三 | 4:14 |
| 2.                 | 「外は白い雪の夜」 | 松本隆    | 吉田拓郎   | 瀬尾一三 | 7:24 |
| 3.                 | 「祭りのあと」     | 吉田拓郎  | 吉田拓郎   | 瀬尾一三 | 5:44 |
| 4.                 | 「純」(PV.Version) | 吉田拓郎  | 吉田拓郎   | 吉田拓郎 | 2:49 |
| 合計時間:          | 合計時間:          | 合計時間: | 合計時間:  | 20:11    |      |

## 参加ミュージシャン
- Vocal & Guitar:吉田拓郎
- Concert Master:瀬尾一三
- Drums:島村英二
- Bass:富倉安生
- Guitar:土方隆行, 古川望
- Keybords:エルトン永田, 重実徹
- Chorus:高尾直樹, 若子内悦郎, 斉藤妙子, 遠藤由美
- Saxphone:包国充
- Trombone:清岡太郎
- Trumpet:荒木敏男, 木幡光邦
- Violin:伊能修, 藤屋泉子, 相川麻理子, 武藤宏樹, 吉村和子, 丸山美里
- Cello:岩永知樹, 井上雅代